# Margherita Guarducci
Pour les autres personnalités ayant ce nom de famille, voir Guarducci.
Margherita Guarducci (20 décembre 1902 à Florence - 2 septembre 1999 à Rome) est une archéologue et épigraphiste italienne. Élève de Federico Halbherr, elle a édité les œuvres de ce dernier après sa mort. Elle est la première femme à diriger en 1952 des fouilles archéologiques dans la nécropole du Vatican, découvrant notamment des reliques dans la tombe de saint Pierre qu'elle affirme être celles de l'apôtre. Elle est également connue pour avoir affirmé que la fibule de Préneste est un faux.

## Carrière académique
Élève de l'archéologue Federico Halbherr, elle obtient ses diplômes à Bologne en 1924 et rejoint la Mission archéologique italienne en Crète (it), où elle devient une autorité en épigraphie grecque. Elle publie à ce titre son œuvre majeure, les Creticæ Inscriptiones qui lui vaut une renommée internationale.
Le pape Pie XII la charge en 1952 de reprendre les fouilles de la tombe de saint Pierre, succédant à Ludwig Kaas qui les menait depuis 1939. Elle découvre en 1953 des ossements attribués à l'apôtre et un graffiti sur le mur rouge de la tombe avec l'inscription Petros eni, qui se traduit en « Pierre est ici » mais des études ultérieures suggèrent plutôt que l'inscription n'est que le début de la phrase Petros eni irene qui se traduit par « Pierre est dans la paix ». Le pape Paul VI annonce, en 1968, après avoir pris connaissance de ses études, qu'il s'agit selon toute probabilité des restes du corps de saint Pierre.
Elle devient membre correspondante de l'Académie des Lyncéens en 1956 et en 1969, membre associée de l'Académie pontificale romaine d'archéologie.
Elle est docteur honoris causa de l'université catholique de Milan et de l'université de Rennes. Ses œuvres sont publiées par l'Istituto Poligrafico e Zecca dello Stato.

## Publications
Les œuvres sont indiquées ici par ordre de première publication connue, suivies de mention de réédition, et de traduction en français.
- (la) Inscriptiones Creticae, Roma, Libreria dello Stato, 4 vol., 1935-1950.
- (it) L'Istituzione della fratria nella Grecia antica e nelle colonie greche d'Italia, Roma, G. Bardi, 1937-1938.
- (it) Esplorazioni sotto la confessione di San Pietro in Vaticano, 1951.
- (it) Cristo e san Pietro in un documento precostantiniano della necropoli vaticana ; – trad. fr. Le Christ et saint Pierre dans un document préconstantinien de la nécropole vaticane, Roma, Istituto poligrafico dello Stato, 1953, 124 p.
- (it) I Graffiti sotto la Confessione di San Pietro in Vaticano, Citta del Vaticano, Libreria editrice Vaticana, 1958, 480 p.
- (it) La Tomba di Pietro, notizie antiche e nuove scoperte, Roma, Editrice Studium, 1959, 227 p.; (en) « The Tomb Of St. Peter: The New Discoveries In The Sacred Grottoes Of The Vatican », 1960, Harrap, UK introduction de H. V. Morton; (fr) « La découverte de la tombe de saint Pierre: la plus mystérieuse des aventures archéologiques du XXe siècle », Le jardin des livres, 2024.
- (it) Epigrafia greca, Ist. Poligrafico dello Stato, volume 1, 1967 ; vol. 2, 1970 ; vol. 3, 1975 ; vol. 4, 1978 ; rééd. 1995.
- (it) Pietro ritrovato. Il martirio, la tomba, le reliquie, 1969 ; – trad. fr.[3] Saint Pierre retrouvé : le martyre, la tombe, les reliques, Paris et Fribourg, Éditions Saint-Paul, 1975, 151 p.
- (it) La cattedra di San Pietro nella scienza e nella fede, Ist. Poligrafico dello Stato, 1982.
- (it) Scritti scelti sulla religione greca e romana e sul cristianesimo, Leiden, E. J. Brill, 1983, 457 p.
- (it) L'epigrafia greca dalle origini al tardo impero, Istituto poligrafico e zecca dello Stato, 1987 ; rééd. 2005.
- (it) La più antica icona di Maria. Un prodigioso vincolo fra Oriente e Occidente, Ist. Poligrafico dello Stato, 1989.
- (it) La Tomba di san Pietro. Una straordinaria vicenda, Rusconi Ed., 1989 ; rééd. Bompiani, 2000.
- (it) San Pietro e Sant'Ippolito: storia di statue famose in Vaticano, Ist. Poligrafico dello Stato, 1991.
- (it) Il primato della Chiesa di Roma : documenti, riflessioni, conferme, Milano, Rusconi, 1991, 177 p.
- (it) Misteri dell'alfabeto : enigmistica degli antichi cristiani, Milano, Rusconi, 1993, 106 p.
- (it) Le chiavi sulla pietra. Studi, ricordi e documenti inediti intorno alla tomba di Pietro, Piemme, 1995.
- (it) Verità. Meditazioni, esperienze, documenti in tempi antichi e recenti, Ist. Poligrafico dello Stato, 1995, 80 p.
- (it) Le reliquie di Pietro in Vaticano, Ist. Poligrafico dello Stato, 1995.
- (it) Fibula Prenestina. Tra antiquari, eruditi e falsari nella Roma dell'Ottocento, Bardi, 2007, 249 p.